# Lycorma jole
Lycorma jole är en insektsart som beskrevs av Stsl 1863. Lycorma jole ingår i släktet Lycorma och familjen lyktstritar. Inga underarter finns listade i Catalogue of Life.